# ×Stiporyzopsis
× Stiporyzopsis là một chi thực vật có hoa trong họ Hòa thảo (Poaceae).

## Loài
Chi × Stiporyzopsis gồm các loài: